# Cima della Laurasca
La Cima della Laurasca (2.195 m s.l.m. ), detta originariamente Pizz dla Brasca (brace), è una montagna delle Alpi Ticinesi e del Verbano nelle Alpi Lepontine.

## Descrizione
La Cima della Laurasca si trova in Piemonte nella Provincia del Verbano-Cusio-Ossola. Questa montagna è collocata tra la Val Grande e la Val Loana, una valle laterale della Val Vigezzo, ed è parte del Parco Nazionale della Val Grande.

## Accesso alla vetta

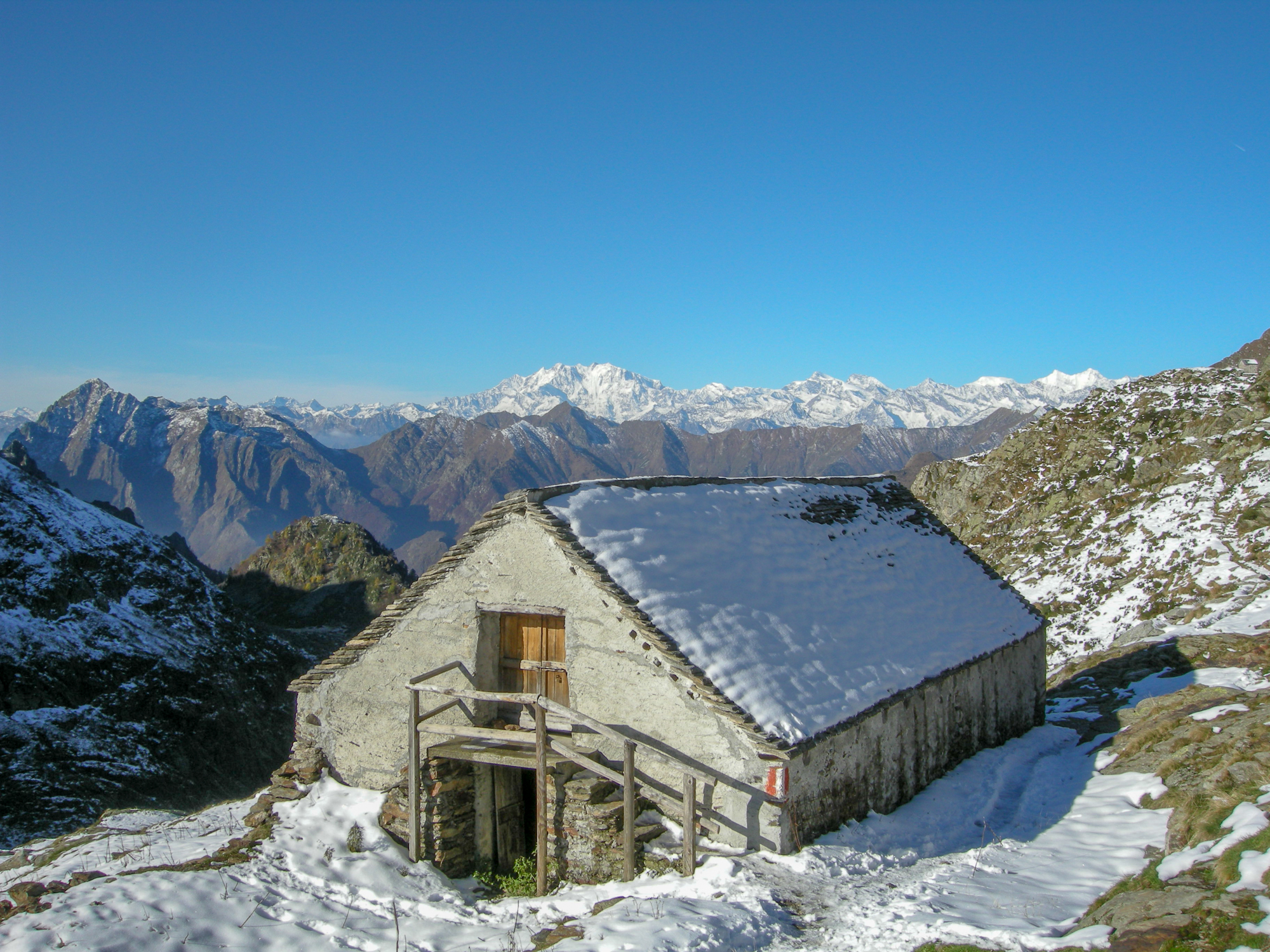
Il Bivacco Scaredi, poco sotto la Cima della Laurasca

La prima ascensione nota è stata compiuta da Giacomo Pollini il 5 settembre 1842. Si può salire sulla vetta partendo da Malesco, percorrendo la Val Loana e passando per il Bivacco Alpe Scaredi (1.841 m).